# Citizens Financial Group
Citizens Financial Group, Inc. es un banco estadounidense con sede en Providence, Rhode Island, que opera en los estados de Connecticut, Delaware, Florida, Maryland, Massachusetts, Michigan, New Hampshire, New Jersey, New York, Ohio, Pensilvania, Rhode Island, Vermont y Virginia, así como Washington D. C..
Entre 1988 y su oferta pública inicial de 2014, Citizens fue una subsidiaria de propiedad total de The Royal Bank of Scotland Group. El grupo vendió su última participación del 20,9% en la empresa en octubre de 2015.
Citizens opera 1003 sucursales y 4 centros de riqueza al 22 de junio de 2022 y más de 3100 cajeros automáticos en 11 estados bajo la marca Citizens Bank.
Citizens ocupa el puesto 13 en la lista de los bancos más grandes de los Estados Unidos a partir del cuarto trimestre de 2022.